# Гузар Лев
Ле́в Гу́зар (26 грудня 1858, Завалів — 29 липня 1923, Галич) — український правник, громадський діяч, дід блаженнішого Любомира Гузара.

## Біографія
Народився 25 листопада 1858 р. в с. Завалові Підгаєцького повіту на Тернопільщині, на надгробку викарбувано інший день народження – 26 листопада. Ім'я латинкою: Leo Clemens Huzar. Греко-католик. Закінчив гімназію в місті Бережани, по тому — юридичний факультет Львівського університету.
Нотаріусом почав працювати в с. Яблунів та Печеніжині, а також у м. Станіславові на Прикарпатті, потім від 1908 р.  — довгі роки нотаріус Галича, входив до складу Галицького магістрату в 1912 р. Громадський діяч, активний член «Бесіди», «Бояна», «Просвіти». Його родина володіла великою земельною ділянкою в Галичі.
З початком Першої світової війни родина Гузара тимчасово покинула Галич; після відходу російських військ повертається. Проживав з родиною в Крилосі, відкрив і очолив читальню «Просвіти» — на противагу товариству москвофілів імені М. Качинського.
По Листопадовому зриву в місті організувався тимчасовий комітет у складі: нотаря Лева Гузара, його сина, хорунжого УСС Ярослава Гузара, десятника УСС Василя Мирона, гімназиста Богдана Макарушки та селян Василя і Романа Дирдів. Комітет перебрав у свої руки владу в Галичі, збройний осередок під проводом В.Мирона захопив станицю державної жандармерії, ратушу та залізничну станцію. Нотареві Гузару запропонували стати комісаром Галицької округи.
Свої останні роки доживав сам — дружина виїхала до Львова, а доля сина загубилася в колотнечі воєнних подій і була тоді невідома. 1922 року польська влада арештовувала його за виступи проти фальшувань виборів до польського сейму. Невдовзі потому й помер в забутті.
Похований у селі Крилос Галицького району.